# 亚德湾

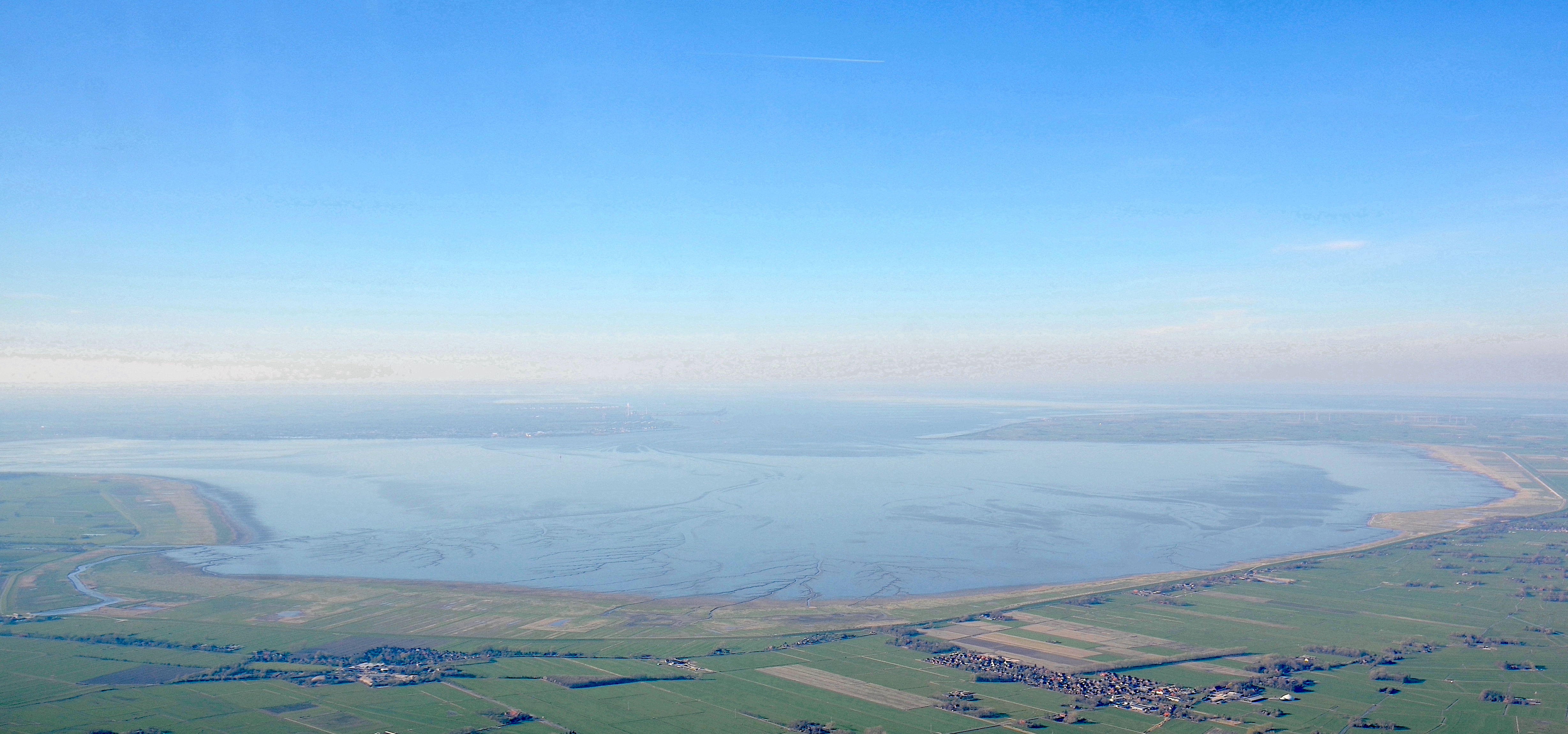
鸟瞰亚德湾

亚德湾（德語：Jadebusen，發音：[ˈjaːdəˌbuːzn̩] ⓘ）是德国北海沿岸的一个小型海湾，位于威悉河下游和东弗里斯兰半岛之间，面积约190平方千米，主要是由13至16世纪的风暴潮侵蚀而成。威廉港位于该海湾的西岸。